# Hemolacria
Hemolacria es una condición física, que causa que la persona produzca lágrimas que están parcialmente compuestas de sangre. Puede manifestarse como lágrimas que contienen algunos tonos rojizos a parecer estar hechas enteramente de sangre. Puede ir acompañado a veces de sangrado nasal , dolor de cabeza y sangre que mana del cuero cabelludo o de los oídos.
La hemolacria es un síntoma de numerosas enfermedades, y puede ser indicativo de un tumor en el aparato lagrimal. Es provocado a menudo por factores locales como conjuntivitis bacterial, daños ambientales o heridas.
Una hemolacria aguda puede ocurrir en mujeres fértiles y parece indicar que son inducidas por hormonas.
También, se puede producir por una fotofobia muy fuerte, incluso al punto de romper los vasos sanguíneos del lagrimal.

## Controversia y cultura
Durante muchos años la hemolacria ha causado muchas controversia y polémicas,que indicaban que el hecho de que llore sangre ha dado a muchas especulaciones en las Iglesias, decían que sería una señal de algo maligno y siniestro (similar a la luna de sangre), Pero después se confirmó que eso es nada más que una simple enfermedad lagrimal que surge tanto en las mujeres como a los hombres producto de un defecto del aparato lagrimal. A pesar de que se descubrió que la hemolacria es nada más que una simple enfermedad por el aparato lagrimal, igual lo toman como controversia, en la actualidad han hecho muchas historias de temas oscuros y han agregado que un personaje o el protagonista llore sangre por los ojos ya sea por tristeza o de venganza.